# Montieri
Montieri är en ort och kommun i provinsen Grosseto i regionen Toscana i Italien. Kommunen hade 1 178 invånare (2018).